# Quavas Kirk
Quavas Kirk (Aurora, 13 aprile 1988) è un ex calciatore statunitense, di ruolo centrocampista.